# 谷本寛治
谷本 寛治（たにもと かんじ、1955年9月 - ）は、日本の経営学者。一橋大学名誉教授、早稲田大学教授。元ベルリン自由大学客員教授。国立台北大学客員教授。専門は、「企業と社会」論、CSR、サステナビリティ経営、ソーシャルイノベーション。
これまで経産省、厚労省、環境省、国交省、内閣府の審議会、委員会等の委員、また公認会計士試験委員などを歴任。数十社の企業にCSR報告書の第三者意見書を提供したりアドバイス等を行う。

## 人物・経歴
大阪府大阪市東区生まれ。城星学園小学校、大阪星光学院中学校・高等学校を経て、1979年大阪市立大学商学部卒業。指導教官川崎文治。1984年神戸大学大学院経営学研究科博士課程修了。指導教官海道進。1989年経営学博士（神戸大学）。和歌山大学経済学部教授などを経て、1997年一橋大学商学部教授。2000年一橋大学大学院商学研究科教授。2005年特定非営利活動法人ソーシャル・イノベーション・ジャパン代表理事。2009年社会・経済システム学会会長。2011年企業と社会フォーラム（JFBS) 会長。2012年早稲田大学商学学術院商学部教授。2015年公益財団法人日立財団評議員。2015年Global Corporate Governance Institute, Academic advisory Committee。2019年一橋大学名誉教授。
2010年、2014年、2017年 Free University Berlin客員教授。2016年から 国立台北大学客員教授。2017年 Cologne Business School客員教授。2020年 Parahyangan Catholic University客員教授。
Journal 編集委員：Corporate Governance: The international journal of business in society, Associate Editor（2015-）、Sustainability Accounting, Management and Policy Journal,  Editorial Advisory Board (2013-)、International Journal of Corporate Social Responsibility, Editorial Board (2016-)

## 著書
- 『企業権力の社会的制御』千倉書房 1987年
- 『企業社会システム論』千倉書房 1993年
- 『NPOと事業』（共編著）ミネルヴァ書房 2002年
- 『企業社会のリコンストラクション』千倉書房 2002年（新装版 2008年）
- 『SRI 社会的責任投資入門』（編著）日本経済新聞社 2003年
- 『CSR経営』（編著）中央経済社 2004年
- 『CSR: 企業と社会を考える』NTT出版 2006年
- 『ソーシャル・エンタープライズ：社会的企業の台頭』（編著）中央経済社 2006年
- 『SRIと新しい企業・金融』（編著）東洋経済新報社 2007年
- Corporate Social Responsibility in Asia（共著）Routledge 2009年
- 『責任ある競争力: CSRを問い直す』NTT出版 2013年
- 『ソーシャル・イノベーションの創出と普及』（共著）NTT出版 2013年
- 『日本企業のCSR経営』千倉書房 2014年
- 『ソーシャル･ビジネス･ケース：少子高齢化時代のソーシャル･イノベーション』（編著）中央経済社 2015年
- Stages of Corporate Social Responsibility: From Ideas to Impacts（共著）Springer 2016年
- Corporate Social Responsibility（共著） Emerald 2018年
- 『経営学者のドイツ』 クロスメディア・パブリッシング 2019年 amazon POD
- 『企業と社会：サステナビリティ時代の経営学』中央経済社 2020年
- 『研究者が知っておきたいアカデミックな世界の作法―国際レベルの論文執筆と学会発表へのチャレンジ』 中央経済社、2021年
- 『わたしたちの暮らしは世界とつながっている―持続可能な地球社会をつくる』千倉書房、2022年